# Eugen Ehrlich
Eugen Ehrlich (14. září 1862 Černovice – 2. května 1922 Vídeň) byl rakouský právník (romanista a civilista), zakladatel sociologie práva. Ve svém nejvýznamnějším díle Základy sociologie práva (Grundlegung der Soziologie des Rechts, 1913) poprvé vytváří jasnou, vyhrazenou koncepci sociologie práva jako zvláštní disciplíny.
Podle Ehrlicha spočívá těžiště právního vývoje v samotné společnosti; právo je primárně společenským jevem, v němž se společnost řídí sama (jako již u Augusta Comta).
Právo tvořené právníky a státy je sekundární, je jen jednou ze závislých proměnných ve složitém komplexu vzájemně působících sociálních faktorů. Právo je podle Ehrlicha vnitřní společenský řád, definovaná pravidla chování lidí ve vzájemných vztazích, jejichž část tvoří i ty, které jsou zajištěny vynucením státu.
Právní normy představují příkaz transformován do řízení (bez ohledu na to, zda byl slovně formulován) v rámci vnitřního řádu určité lidské společnosti. Je to přiblížení se k právní realitě – k pravidlům, podle kterých lidé skutečně jednají ve svém každodenním životě (živé právo – CO JE), a které jsou často odlišné nebo i rozporné s pravidly práva, zajišťovanou státní mocí (platné právo – co má být), které tvoří pouze menší část všech pravidel lidského chování. Takto se u Ehrlicha pojetí práva prolíná s prvky morálky, obyčejů nebo psychiky.